# 104ª Brigata di difesa territoriale
La 104ª Brigata autonoma di difesa territoriale (in ucraino 104-тa окрема бригада територіальної оборони?, 104-ta okrema bryhada terytorial'noї oborony, unità militare А7032) è la principale unità delle Forze di difesa territoriale dell'Ucraina dell'oblast' di Rivne, subordinata al Comando operativo "Ovest" delle Forze terrestri.

## Storia
La brigata è stata costituita il 27 giugno 2018 su ordine del comandante del Comando operativo "Ovest" Oleksandr Pavljuk. La formazione dell'unità stata completata all'inizio di novembre dello stesso anno, e il suo nuovo comandante Oleksandr Cys' ha annunciato che sarebbe stata composta da 3500 riservisti.
Il 24 novembre 2018 si sono svolte delle esercitazioni di tiro che hanno coinvolto circa 300 uomini. Fra il 17 e il 23 maggio 2019 sono state organizzate ulteriori sessioni di addestramento nell'utilizzo di armi da fuoco e granate. Nel settembre 2021 la brigata ha preso parte alle esercitazioni congiunte "Joint Efforts-2021" con unità di 15 paesi, fra cui 11 appartenenti alla NATO.
L'unità è stata mobilitata in seguito all'invasione russa dell'Ucraina del 2022, e oltre 1000 volontari si sono uniti alla brigata entro i primi due giorni di guerra. A luglio i militari dell'unità si sono addestrati a respingere un possibile attacco proveniente dalla Bielorussia. Ad agosto parte della brigata è stata schierata lungo il corso del Severskij Donec a est di Slov"jans'k durante l'offensiva russa nel Donbass. In seguito al successo della controffensiva ucraina che ha portato alla liberazione di Izjum e Lyman nel settembre 2022 e allo svilupparsi delle operazioni in direzione di Kreminna, la brigata è rimasta nelle retrovie nell'area fra Slov''jans'k e Kramators'k. Il 3 dicembre 2022 la brigata ha ricevuto la bandiera di guerra da parte del comandante in capo delle Forze di difesa territoriale Ihor Tancjura. A giugno 2023 ha supportato l'avanzata della 28ª Brigata meccanizzata nell'area a sud di Bachmut in verso Kurdjumivka.
Nella primavera del 2024 la brigata copriva le retrovie del fronte di Avdiïvka. In seguito alla caduta della città e all'avanzata russa verso Pokrovs'k, il 16 aprile il 59º Battaglione si è ritrovato a difesa del villaggio di Očeretyne a ridosso della linea di contatto, e fra il 18 e il 20 aprile le truppe russe sono riuscite a sfruttare con successo una rotazione ucraina per prendere d'assalto il centro abitato scarsamente difeso e conquistarlo, respingendo i contrattacchi condotti da elementi della 47ª e della 115ª Brigata meccanizzata. In seguito la brigata ha continuato la difesa dell'area a nordovest del villaggio, venendo rinforzata dalla 100ª Brigata meccanizzata. Alla fine di settembre elementi della brigata sono stati trasferiti nell'oblast' di Kursk, venendo schierata a sud di Ljubimovka a sostegno della 103ª Brigata di difesa territoriale nell'ambito dell'offensiva ucraina in territorio russo.

## Struttura
- Comando di brigata[16]
- 56º Battaglione di difesa territoriale (Rivne, unità militare А7065)[17]
- 57º Battaglione di difesa territoriale (Dubno, unità militare А7069)[18]
- 58º Battaglione di difesa territoriale (Zdolbuniv, unità militare А7070)[19]
- 59º Battaglione di difesa territoriale (Kostopil', unità militare А7071)[20]
- 60º Battaglione di difesa territoriale "Lupi della Polesia" (Sarny, unità militare А7072)[21]
- 61º Battaglione di difesa territoriale (Volodymyrec', unità militare А7073)[22]
- Compagnia sistemi senza pilota "Serafini"
- Unità di supporto

## Comandanti
- Colonnello Oleksandr Cys' (giugno 2018 - giugno 2023)[23]
- Colonnello Serhij Kasprov (giugno 2023 - in carica)[24]